# Platja d'El Escanu
La Platja d'El Escanu, se situa en la parròquia de Lastres, pertanyent al concejo de Colunga, situat a la zona oriental del Principat d'Astúries (Espanya). Forma part de la Costa oriental d'Astúries.

## Descripció
Aquesta platja és objecte de controvèrsia, ja que oficialment no està catalogada com a tal, sinó que és considerada com un simple sorral. Es tracta d'una platja rectilínia de caràcter portuari, situant-se a l'abric del port, tenint el seu origen en la construcció d'aquest, en formar les marees el dipòsit de sorres en aquest lloc.
És per aquesta raó que no compta amb cap servei, i fins i tot la neteja no es realitza de manera diària, ni en temps d'estiu, quan és freqüentada encara que amb baixa afluència. A més, per la seva orientació a l'est, el mateix poble de Latres tapa la llum solar a mitjan tarda. I el bany no és recomanat per la seva proximitat al port.
Els seus accessos són per als vianants, ja que a la zona portuària està prohibida la circulació de cotxes. Podent-se emprar o una curta escala practicada en la roca des del camí del port o una escaleta realitzada en el mateix mur, per accedir al jaç sorrenc.